# Centre national de la recherche scientifique
Centre national de la recherche scientifique, CNRS (pol. Narodowe Centrum Badań Naukowych) – francuska państwowa instytucja naukowa, skupiająca się na rozwoju dziedzin nauki w tym technicznych, będąca pod kuratelą francuskiego ministra do spraw nauki.
CNRS jest największą i najbardziej prestiżową organizacją tego typu we Francji. Zatrudnia ok. 26 000 osób (w tym 11 600 naukowców i 14 400 inżynierów, personelu technicznego i administracyjnego), a jej budżet w roku 2009 wynosił 3,367 mld euro.

## Historia instytucji
CNRS zostało założone 19 października 1939 roku przez prezydenta Francji Alberta Lebruna, przy współpracy Jeana Perrina. Pierwsze badania prowadzone przez naukowców Centrum skupiały się wokół nauki stosowanej, militariów, ekonomii, oraz atomistyki i artykułów spożywczych. CNRS osiągnęło swą formę obecną po zakończeniu drugiej wojny światowej, gdy wyspecjalizowało się w badaniach podstawowych, delegując badania stosowane do nowo utworzonych instytucji: ORSTOM, obecnie IRD (Institut de Recherche pour le Développement – Instytut Badań Naukowych dla Rozwoju), wyspecjalizowany w badaniach na terytoriach zamorskich, CNET (Centre National d'Études des Télécommunications – Krajowe Centrum Badań nad Telekomunikacją), oraz Commissariat à l'energie atomique – Komisariat do spraw Energii Atomowej). 
Od 1959 z CNRS związany był Jerzy Stefan Langrod, początkowo jako dyrektor ds. badań, a następnie członek honorowy w stopniu dyrektora. Od lat 50. w CNRS pracował Eugeniusz Zaleski, który w 1968 został dyrektorem badań.

## Kontekst międzynarodowy
Wielu naukowców współpracujących z CNRS było laureatami Nagrody Nobla, począwszy od Jeana Perrina (fizyka), w 1926, oraz Frédérica Joliot-Curie, jego pierwszego powojennego dyrektora (nagrodzonego za osiągnięcia w chemii w 1935).
Po drugiej wojnie światowej następujący współpracownicy CNRS otrzymali Nagrodę Nobla: 
- fizyka: Alfred Kastler (1966), Louis Néel (1970), Pierre-Gilles de Gennes (1991), Georges Charpak (1992) i Claude Cohen-Tannoudji (1997);
- chemia: Jean-Marie Lehn (1987);
- biologia i medycyna: André Lwoff, Jacques Monod i François Jacob (1965), Jean Dausset (1980);
- ekonomia: Maurice Allais (1988).

Wśród byłych lub obecnych współpracowników CNRS, laureatami medalu Fieldsa (odpowiednika Nagrody Nobla w matematyce) są natomiast następujący naukowcy: Jean-Pierre Serre, René Thom, Alexander Grothendieck, Alain Connes, Laurent Schwartz i Laurent Lafforgue; Pierre-Louis Lions i Jean-Christophe Yoccoz, laureaci tegoż medalu w 1994 roku, pracują w laboratoriach współpracujących z CNRS.